# Viktor von Scheuchenstuel
 (avril 2020).
Si vous disposez d'ouvrages ou d'articles de référence ou si vous connaissez des sites web de qualité traitant du thème abordé ici, merci de compléter l'article en donnant les références utiles à sa vérifiabilité et en les liant à la section « Notes et références ».
Viktor Graf von Scheuchenstuel, né le 10 mai 1857 à Witkowitz dans l'empire d'Autriche et mort le 17 avril 1938 à Vienne en Allemagne nazie, était un Generaloberst austro-hongrois qui servit notamment lors de la campagne de Serbie, en Roumanie puis sur le Front italien durant la Première Guerre mondiale.